# Julian Scheer
Julian Weisel Scheer (né le 20 février 1926 à Richmond et mort le 1er septembre 2001 à Catlett) est un marin dans la marine marchande, journaliste et écrivain américain.
Il est surtout connu en tant qu'administrateur adjoint des affaires publiques de la National Aeronautics and Space Administration (NASA) de 1962 à 1971.
Scheer a notamment nommé le module de commande d'Apollo 11 Columbia et a été impliqué dans des discussions sur la cérémonie de lever du drapeau des États-Unis sur la Lune et sur les mots sur la plaque commémorative laissée sur la Lune, résistant avec succès aux pressions du président des États-Unis Richard Nixon pour qu'il mentionne Dieu. Néanmoins, sa plus grande réussite est d'avoir réussi à obtenir l'emport d'une caméra dans le module lunaire Eagle ce qui permit à des millions de personnes de regarder Neil Armstrong et Buzz Aldrin marcher sur la Lune.